# Thurgauer Zug

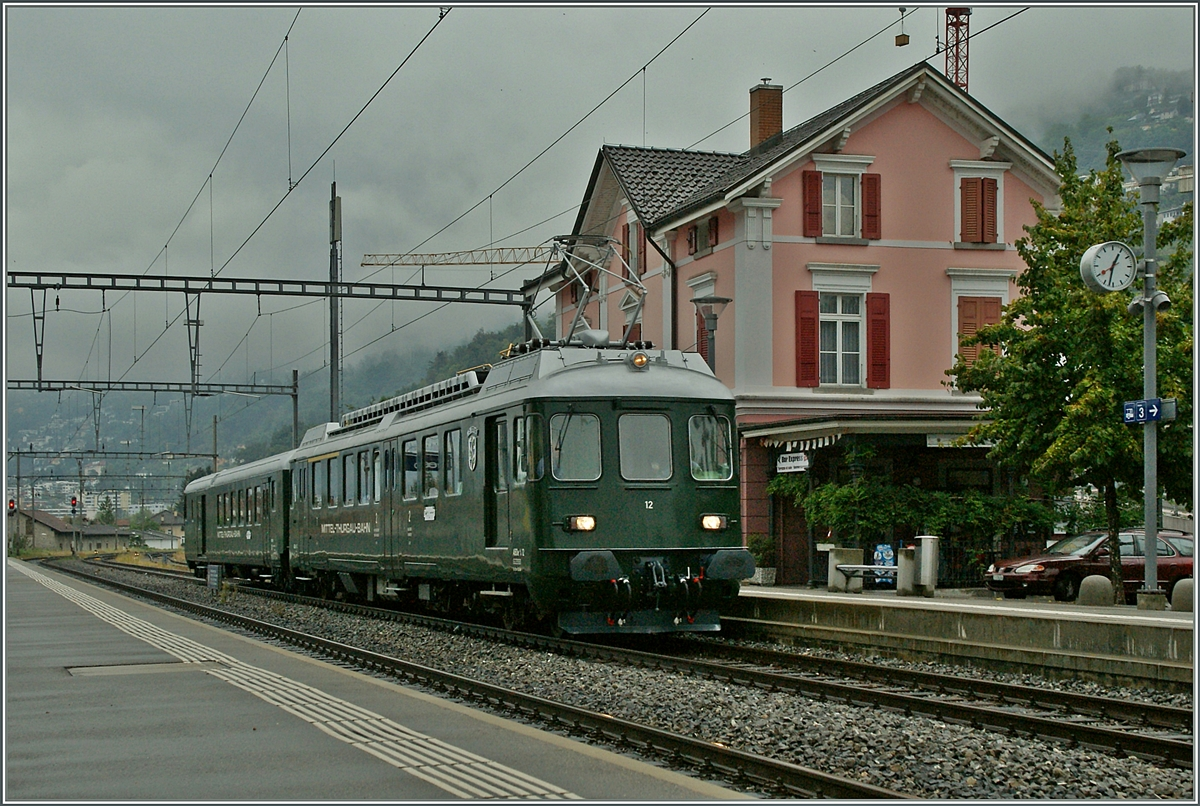
MThB ABDe 4/4 Nr. 12 und BDt 205 im Jahr 2013

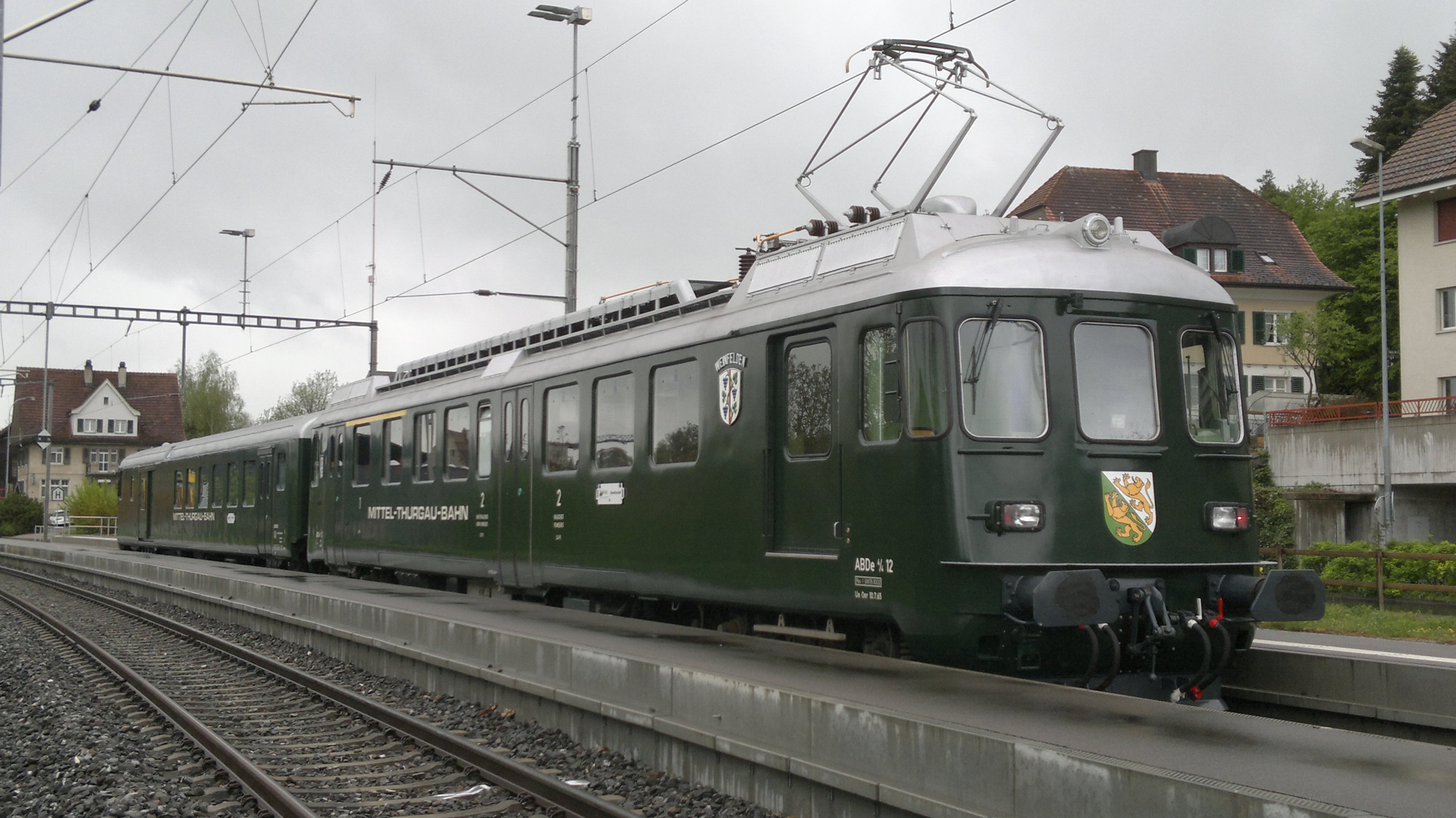
«Thurgauer Zug» mit ABDe 4/4 Nr. 12 und Bt 205 des Vereins Historische Mittel-Thurgau-Bahn mit frisch aufgetragenem Frontwappen (2. Mai 2015)

Der Thurgauer Zug, früher Thurgauer Pendelzug, ist ein Nostalgie- und Ausflugszug, bestehend aus dem Triebwagen ABDe 4/4 Nr. 12 «Weinfelden» der ehemaligen Mittel-Thurgau-Bahn (MThB) und dem Steuerwagen BDt 205, der durch den Verein Historische Mittel-Thurgau-Bahn für Charter- und Ausflugsfahrten eingesetzt wird. Ab- und ausgestellt ist die Komposition zusammen mit weiteren historischen Fahrzeugen im Besitz des Vereins in der Bahnerlebniswelt Locorama in Romanshorn.

## Heutige Komposition
Beim EAV-Triebwagen ABDe 4/4 Nr. 12 handelt es sich um ein originales Fahrzeug der ehemaligen MThB der ersten elektrischen Generation, das 1965 mit der Elektrifikation der MThB-Strecke Wil–Weinfelden–Kreuzlingen–Konstanz in Dienst gestellt wurde. Nachdem das Fahrzeug bereits auf der MThB eine bewegte Geschichte hinter sich hatte, nach einem Unfall 1993 noch einmal flott gemacht und schliesslich im grenzüberschreitenden Verkehr unter anderem bis Singen eingesetzt worden war, überliess nach der endgültigen Liquidierung der einstigen MThB das Bahnunternehmen Thurbo den Triebwagen dem Verein Historische Mittel-Thurgau-Bahn. Dieser hatte bereits den «Mostindien-Express» sowie weitere Fahrzeuge der einstigen Thurgauer Bahn in seiner Obhut.
Nach Freiwilligenengagement und Sponsoring durch verschiedene Unternehmen gelang es in den Jahren 2007 bis 2011, den Triebwagen wieder fahrtüchtig zu machen und ihn mit den für den schweizweiten Einsatz notwendigen Sicherheitseinrichtungen auszustatten. Die Lackierung erfolgte in den Farben des ursprünglichen Ablieferungszustandes. Auf der Suche nach einem verfügbaren Steuerwagen wurde man mit dem BDt 205 von der BLS fündig (ehemalig SBB, Baujahr 1976, SWG-P, FFA, SIG). Dieser Wagen wurde gleichermassen restauriert und lackiert und bildet nun mit dem Triebwagen eine einsatzfähige Einheit. Insgesamt können Gruppen bis maximal 99 Personen befördert werden, davon zwölf Fahrgäste in der 1. Klasse des Triebwagens. 
Die Inneneinrichtung des Triebwagens wurde im April 2015 durch das Industriewerk Olten vollständig saniert (frische Polster und Sonnenstoren) und am 2. Mai 2015 präsentierte sich der Zug pünktlich zum 50-Jahr-Jubiläum der Elektrifikation der einstigen MThB-Strecke 1965 zum ersten Mal mit Thurgauer Wappen auf der Front.

## Eigentümer und Einsätze
Die Fahrzeuge des «Thurgauer Zuges» sind seit 2007, nach der vollendeten Liquidation der Mittel-Thurgau-Bahn im Eigentum des Vereins Historische Mittel-Thurgau-Bahn mit Sitz in Weinfelden und sind in der Bahnerlebnis-Welt Locorama in Romanshorn ein- und ausgestellt. Der Verein veranstaltet regelmässig öffentliche Publikums- und Ausflugsfahrten und stellt Fahrzeuge für Charterfahrten schweizweit zur Verfügung.